# Брандстёттер, Вильфрид
Ви́льфрид Брандштё́ттер (нем. Wilfried Brandstötter; р. 22 марта 1970, Зальцбург) — австрийский тубист, музыкальный педагог и музыкальный менеджер, участник венского Тонкюнстлероркестра и ансамбля Mnozil Brass, преподаватель института Антона Брукнера в Линце.